# George Lucas (futebolista)
George Lucas Coser (Tapejara, 20 de fevereiro de 1984), é um ex-futebolista brasileiro que atuava como lateral-direito.
Possui também cidadania italiana.

## Carreira
Iniciou sua carreira nas categorias de base do Grêmio, onde se profissionalizou em 2003.
Em 2005, teve passagem discreta pelo Atlético Mineiro, por empréstimo - integrou o elenco que amargou o rebaixamento à Série B do Campeonato Brasileiro do ano seguinte.
Pouco tempo depois de retornar ao Grêmio, em julho de 2006, recebeu uma proposta do Celta de Vigo e acabou sendo vendido para o time espanhol. No entanto, em sua segunda partida pelo Celta, teve uma grave fratura na perna esquerda, retornando ao time apenas na temporada seguinte.
Em julho de 2009, o lateral-direito assinou contrato com o Santos, que adquiriu 60% dos direitos federativos relativos ao atleta. No clube santista, provou ter capacidade técnica e realizou várias assistências. Peça importante do time, George Lucas era chamado de garçom do Santos, até que, no fim de 2009 teve uma lesão que o deixou de fora dos gramados até o inicio de 2010, mesmo ano em que foi campeão da Copa do Brasil, disputando 2 partidas, contra Guarani, quando o Peixe usou um time misto, levando inclusive um cartão amarelo na vitória do Bugre por 3 a 2 (resultado insuficiente para eliminar o Santos, que havia vencido o primeiro jogo por 8 a 1), e Atlético Mineiro, atuando novamente como titular na derrota por 3 a 2. Na volta, sem o lateral-direito, o Santos reverteu a vantagem do Galo, venceu por 3 a 1 e se classificou para a semifinal. Ainda em 2010, após voltar de lesão, não conseguiu apresentar o mesmo futebol e não teve seu contrato renovado. 
No dia 25 de junho, assinou pelo Sporting de Braga. 
Na temporada de 2011, George Lucas foi contratado pelo Avaí. Sofreu uma lesão na coxa esquerda logo que chegou e acabou ficando fora do primeiro turno do Campeonato Catarinense. Pelo fato de ter sido pouco aproveitado devido ao grande número de contusões e após a chegada do novo treinador Alexandre Gallo, no dia 21 de junho daquele ano, George Lucas foi dispensado pelo clube.
Em 2012 fechou contrato com o Pelotas, onde conseguiu novamente desempenhar seu bom futebol e foi capitão com o treinador Beto Almeida, sendo peça importante na chegada até as quartas de finais do Campeonato Gaúcho.
Em junho de 2012 assinou com o Ituano para a disputa da Copa Paulista.
Em maio de 2013, acertou com o Sport sua transferência, que se deu pelo pedido do técnico do clube Marcelo Martelotte. Deixou o clube no final do ano.
Em 2014, acertou com o Veranópolis.
No dia 20 de março de 2014, acertou com o América de Natal, após o lateral direito Wálber, após ter atuações apagadas, e perdendo vários gols na semifinal do Nordestão contra o Ceará. Foi dispensado em 6 de junho de 2014.
Para 2015, George Lucas acertou com o Remo.
Entre 2016 e 2018, teve curtas passagens por Vila Nova, América de Teófilo Otoni e Passo Fundo, sua última equipe como profissional.

## Vida pessoal
Em 2017, enquanto ainda procurava um novo clube, George Lucas fixou residência em Belém, onde comprou uma churrascaria.

## Títulos
América-RN
- Copa Cidade de Natal: 2014

Remo
- Campeonato Paraense: 2015

Santos
- Copa do Brasil: 2010